# Bièvre (affluent du Rhône)
Pour les articles homonymes, voir Bièvre.
La Bièvre est une rivière française du département de l'Isère dans la région Auvergne-Rhône-Alpes, et un affluent gauche du Rhône.

## Géographie
La longueur de son cours d'eau est de 21,3 km. La Bièvre prend sa source au nord-est du mont Cuchet (710 m), à 648 m d'altitude, sur la commune de Montferrat, à moins de 4 km du lac de Paladru.
La Bièvre coule globalement du sud vers le nord.
Elle rejoint le Rhône en rive gauche sur la commune des Avenières à 207 m d'altitude, au lieu-dit le Bois du Cerisier, avant l'île de Noyes et la réserve naturelle des Îles Molottes.

### Communes et cantons traversés

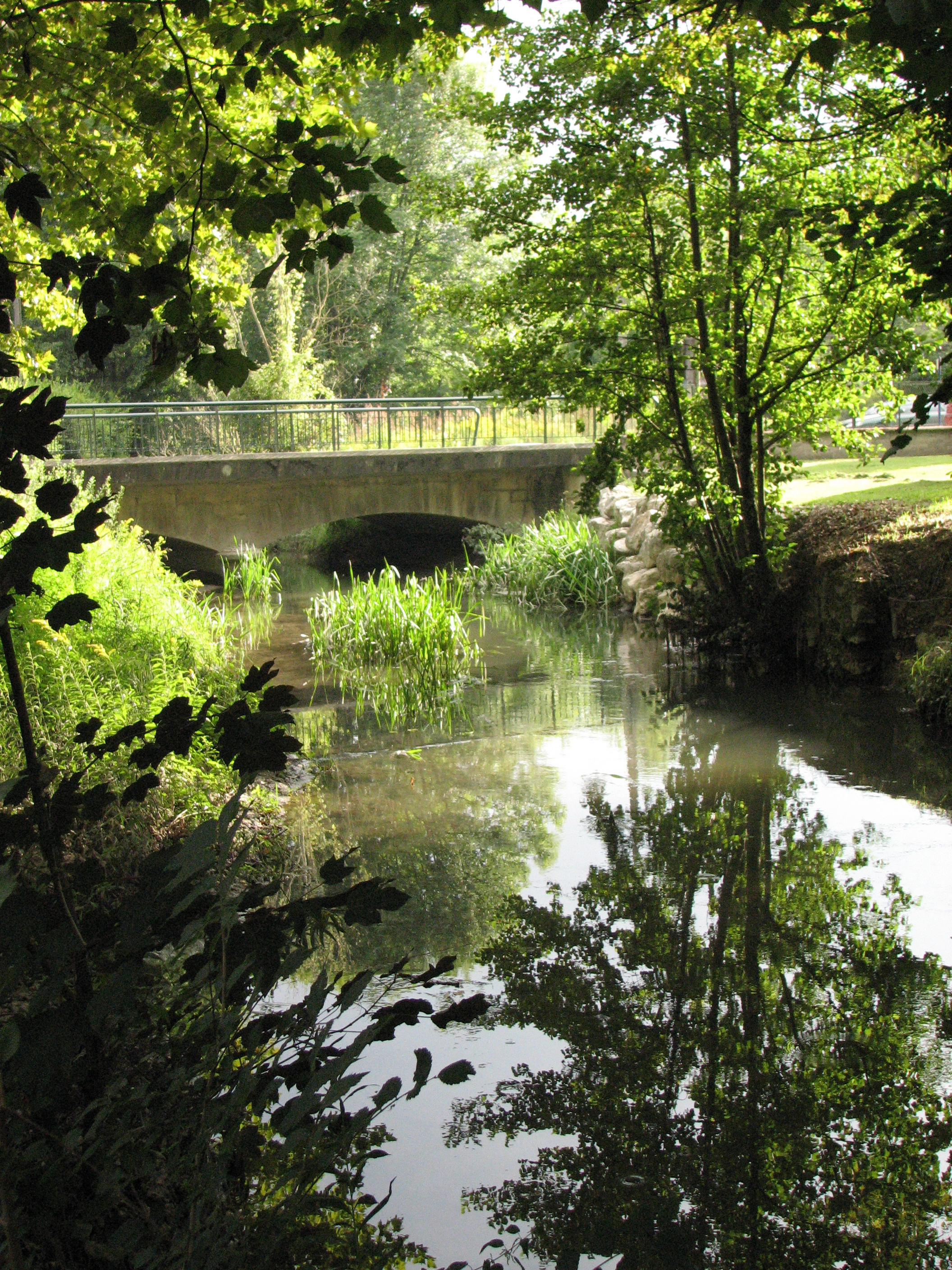
La Bièvre à Aoste.

Dans le département de l'Isère, la Bièvre traverse les onze communes suivantes, dans le sens amont vers aval, de Montferrat, Saint-Sulpice-des-Rivoires, Velanne, La Bâtie-Divisin, Pressins, Les Abrets, Romagnieu, Chimilin, Granieu, Aoste, Les Avenières.
Soit en termes de cantons, la Bièvre prend sa source sur le canton de Saint-Geoire-en-Valdaine, traverse le canton de Pont-de-Beauvoisin et conflue sur le canton de Morestel, le tout dans l'arrondissement de La Tour-du-Pin.
La partie amont de la Bièvre s'appelle le ruisseau de la Falconnière, pour l'Institut national de l'information géographique et forestière.

### Organisme gestionnaire
L'organisme gestionnaire est un syndicat intercommunal d'aménagement du bassin hydraulique Bièvre Liers Valloire.

## Affluents
La Bièvre a trois ruisseaux affluents contributeurs référencés et un bras :
- le ruisseau de Combe pigna (rd[note 1]), 0,9 km entièrement sur Velanne.
- le ruisseau du Gazon (rd), 0,9 km prend sa source à Velanne et conflue sur La Bâtie-Divisin.
- le ruisseau de la Corbassière (rg), 5 km prend sa source à La Bâtie-Divisin et conflue sur Pressins.

En revanche, l'Institut national de l'information géographique et forestière signale un autre ruisseau de la Côte Rondet, de moins d'un km entre Velanne, Saint-Jean-d'Avelanne et Pressins.

### Rang de Strahler
Donc le nombre de Strahler est de deux.

## Écologie et Flore
Une zone naturelle d'intérêt écologique, faunistique et floristique (ZNIEFF) de Type I est référencée no 820032034 sur le ruisseau de la Corbassière : Boisements humides du ruisseau de la Corbassière, pour une superficie de 40 ha depuis 2007.
Le ruisseau de la Corbassière est bordé par des boisements de feuillus ombragés, frais et humides qui abritent plusieurs plantes de grand intérêt. L’Isopyre faux-pigamon est une plante de la famille des renoncules aux fleurs blanches et aux feuilles très proches de celles des pigamons ; elle fréquente les forêts de feuillus humides. Le Polystic à aiguillons a une distribution plutôt montagnarde ; cette fougère recherche la fraîcheur et l’humidité dans les ravins encaissés, les bords de ruisseaux. Elle doit son nom aux arêtes prolongeant les dents des pinnules (les indentations des feuilles). On rencontre enfin ici la Dorine à feuilles opposées, qui affectionne les berges humides des ruisseaux.